# Université de Hildesheim
L'université de Hildesheim (en allemand : Stiftung Universität Hildesheim) est une institution universitaire issue de l'Université de formation des enseignants de Basse-Saxe, fondée en 1946.

## Description
Le nombre d'étudiants inscrits a augmenté régulièrement depuis 2000 pour atteindre environ 7 500 étudiants au semestre d'hiver 2015/2016, dont 73% de femmes. Les femmes représentent également 43% du corps professoral, ce qui est supérieur à la moyenne nationale. L'égalité des sexes et l'égalité de traitement des personnes de différentes origines sociales, ethniques et religieuses, ainsi que l'intégration de l'enseignement en général, constituent des volets importants de la mission de l'université.

## Divisions
L'université compte actuellement quatre sections :  
1. Éducation et Sciences sociales
2. Études culturelles et communication esthétique
3. Linguistique et sciences de l'information
4. Mathématiques, sciences naturelles, économie et informatique

## Doctorats d'honneur
Les personnes suivantes ont reçu un doctorat honorifique de l'université :
- Lore Auerbach (professeur de musique)
- Norbert Bischof (psychologue et théoricien des systèmes)
- Jürgen Flimm (metteur en scène)
- Clemens Geißler (architecte et planificateur du développement)
- Hilmar Hoffmann (politicienne de la culture ("Kultur für alle!"), ancienne présidente du Goethe-Institut)
- Werner Hofmann (historien de l'art)
- Hans Kolbe
- Arwed Löseke (entrepreneur et partisan de l'Université de Hildesheim)
- Ram Adhar Mall (philosophe indien)
- Carsten Maschmeyer (fondateur de AWD Holding AG)
- Michael Pewner
- Hermann Rappe (homme politique et syndicaliste du SPD)
- Arbre Karl Strongke
- Rita Süssmuth (homme politique de la CDU, ancienne ministre fédérale et présidente du Bundestag)
- Martin Walser (scénariste)
- Christa Wolf (scénariste)

## Enseignants renommés

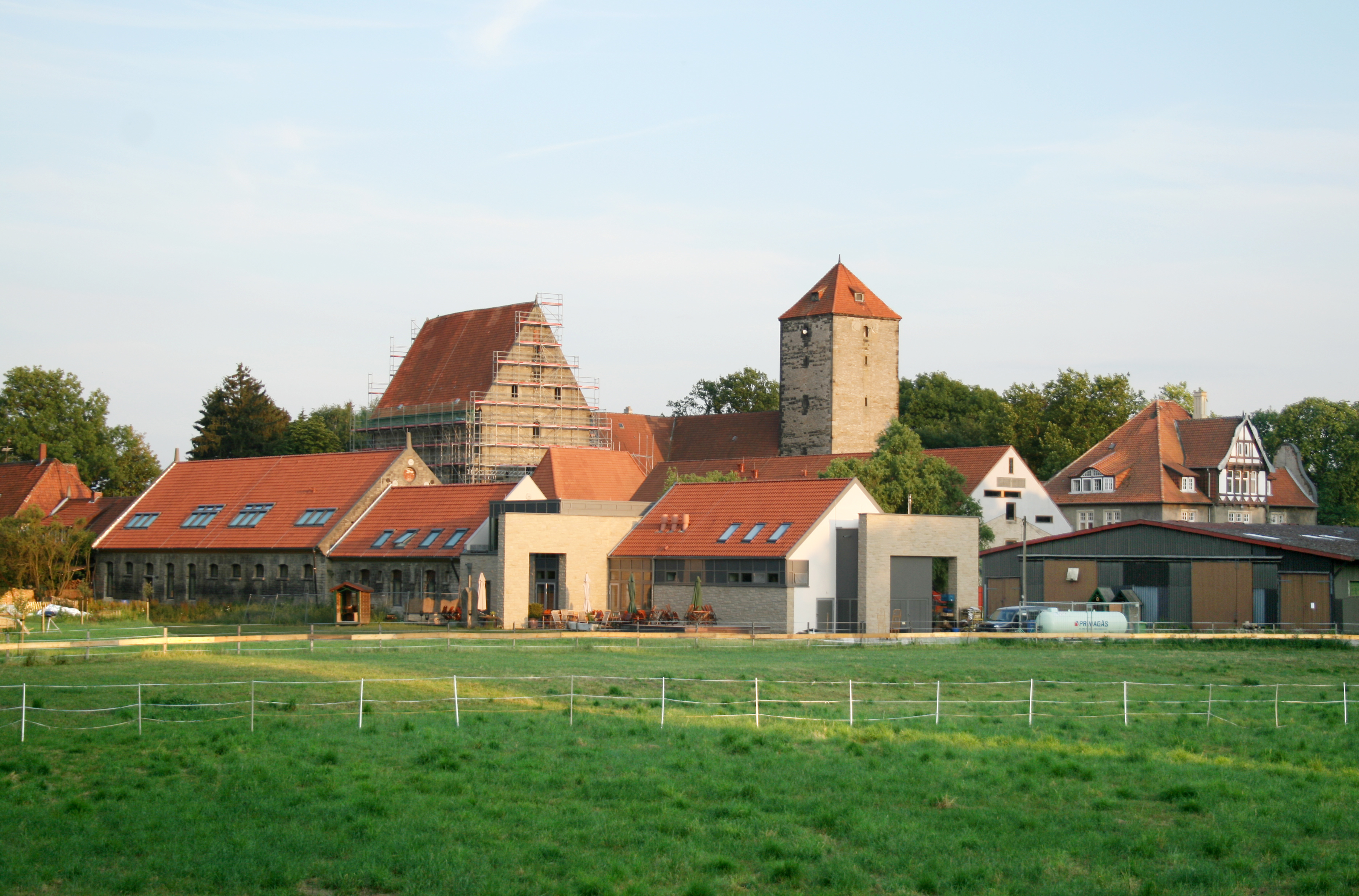
Kulturcampus Domaene Marienburg der Stiftung Universität Hildesheim.

- Heribert Heinrichs (1922-2004), éducateur en médias
- Franz Flintrop (1920-2012), philosophe
- Heinz-Wilhelm Alten (1929-2019), mathématicien de 1979 à 1981, premier recteur de l'université des sciences appliquées de Hildesheim
- Dieter Lüttge (* 1931), psychologue, 1981 à 1983 Recteur de l'Université des sciences appliquées de Hildesheim
- Arne Eggebrecht (1935-2004), égyptologue, professeur honoraire de muséologie
- Wolfgang Menzel (* 1935), germaniste et éducateur, 1995 à 1998 recteur de l'université
- Rudolf W. Keck (* 1935), éducateur
- Rudolf Weber (* 1937), musicologue, 1991-1995, Recteur de l'Université de Hildesheim
- Ernst Cloer (* 1939), éducateur, 1989-1991, premier recteur de l'université de Hildesheim
- Eva Rieger (née en 1940, île de Man), musicologue
- Silvio Vietta (* 1941), universitaire littéraire
- Theodor Kreutzkamp (* 1941), mathématicien, recteur de l'Université des sciences appliquées de Hildesheim, 1983 à 1985
- Hans-Otto Hügel (* 1944), scientifique culturel
- Hede Helfrich (* 1944), psychologue
- Reinhard Göllner (* 1945), théologien, 1985 à 1989 Recteur de l'Université des sciences appliquées de Hildesheim
- Hanns-Josef Ortheil (* 1951), auteur et germaniste
- Ulla Bosse (* 1952), psychologue, première présidente de l'Université de Hildesheim de 1998 à 2002
- Uwe Schrader (* 1954), spécialiste du cinéma
- Martin Schreiner (* 1958), éducateur religieux et professeur d'université
- Hans Fleisch (* 1958), avocat et expert en fondations
- Michael Gehler (* 1962), historien
- Birgit Mandel (* 1963), scientifique culturelle
- Rolf Elberfeld (* 1964), philosophe de la culture
- Toni Tholen (* 1965), savant germaniste et littéraire
- Joachim Friedmann (* 1966), dramaturgie
- Thomas Roth-Berghofer (* 1967), informaticien
- Mathias Mertens (* 1971), spécialiste des médias
- Annemarie Matzke (* 1972), chercheuse en théâtre
- Thomas Klupp (* 1977), auteur et universitaire littéraire
- Kevin Kuhn (* 1981), auteur et érudit littéraire

## Étudiants renommés
- Sebastian Nübling (* 1960), directeur
- Jürgen Rausch (* 1961), scientifique en éducation et en sciences sociales et PDG de SAK Lörrach
- Hartmut El Kurdi (* 1964), écrivain
- Christiane Schulzki-Haddouti (* 1967), journaliste et auteure
- Sebastian Thrun (* 1967), informaticien et spécialiste en robotique
- Jo Lendle (de) (* 1968), écrivain
- Alke Martens (* 1970), informaticien et professeur d'université
- Christian Prokop (* 1978), entraîneur national de l 'équipe nationale de handball masculin (depuis 1. Mars 2017)
- Alexandra Müller (* 1983), artiste peintre
- Anna Basener (* 1983), auteur
- Vanessa Aab (* 1983), cinéastes
- Jan Gehler (1983), directeur de théâtre
- Funny van Money, auteur
- Lasse Weritz (* 1986), homme politique
- Ronja von Rönne (* 1992), écrivain et journaliste

## Voir également
- Liste des universités en Allemagne
- Hildesheim